# Can Crehuet
Can Crehuet és un edifici situat als carrer de Porto, 12-12 bis i de Cruehet, 40 del barri d'Horta de Barcelona, catalogat com a bé amb elements d'interès (categoria C). i inclòs a l'Inventari del Patrimoni Arquitectònic de Catalunya.

## Història
Antigament, formava part de Can Tarrida. Cap al 1780, Antònia, filla de Joan Tarrida, va començar a parcel·lar l'anomenada Plana d'en Tarrida. Un dels adqusidors fou Francesc Crehuet i Pujolà, que segons el contracte emfitèutic havia de construir-hi una casa en el termini de 8 anys, la qual cosa devia fer cap al 1786. El 1796 amplià la seva propietat, promovent la resta de casetes del carrer, que també urbanitzà.
La casa va ser heretada per Antoni Crehuet i Barceló, prevere de Sant Joan d'Horta. El 1876 passà a mans del seu germà Francesc, heroi de la batalla de Tetuan i amic del General Prim, que el 1871 va demanar permís per a construir la garita del sentinella i reforçar la tanca feta el 1865. Malgrat la demanda veïnal per a ampliar el carrer, aquest annex mai va ser expropiat. A la mort del militar el 1893, va heretar la propietat la pubilla Carme Crehuet i Pich, que morí sense fills i va repartir la propietat entre qui n'havien estat servidors (masover, xofer, jardiner, ctc.), que hi van fer construir els habitatges veïns. La casa pairal amb un tros de jardí, va ser per l'hereu principal, nebot seu.
Cap al 1950, els baixos van llogats a la família Gras. La darrera propietària va ser Martina Ruiz, vídua de Pere Padró, que hi va viure al primer pis fins al 2002.

## Descripció
Situada en una zona urbanitzada, amb motiu de la construcció dels accessos al segon cinturó des del túnel de la Rovira, és una casa típica de les que bastien les classes benestants de Barcelona com a lloc d'estiueig proper a la ciutat. Consta de planta baixa i dos pisos, amb una galeria porxada al segon, actualment inutilitzada. Els esgrafiats es devien fer ja entrat el segle xix, i posteriorment es van fer reformes a les crugies interiors.
A la part davantera disposa d'un jardí amb arbres fruiters, on fins fa pocs anys s'hi conreaven algunes hortalisses. A un extrem del jardí i, en lloc elevat, encara es conserva la garita del sentinella que vigilava la finca, i a baix, la quadra dels cavalls. El recinte és clos amb un mur fet d'obra, i un barri, amb porta de ferro, dona entrada a la finca.